# Bataille de Pontlevoy

## Contexte

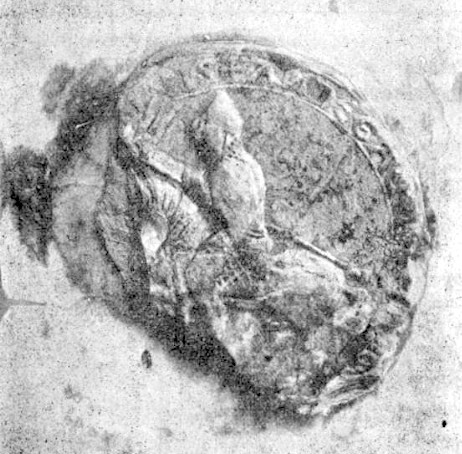
Sceau de Foulques Nerra

Les comtes d'Anjou et les comtes de Blois sont en conflit depuis plus de 50 ans pour le contrôle de la Touraine. Durant ce conflit, Foulques Nerra, comte d'Anjou, entreprend un pèlerinage en Terre Sainte en 1002. Il revient un an et de demi plus tard et retrouve ses terres ravagées par l'un des vassaux du comte de Blois, Gelduin II de Saumur. Pour le punir et par ambition personnelle, Foulques capture, entre 1005 et 1010, les villages de Mont-Reveau et de Nanteuil, appartenant à Gelduin, qu'il détruit et sur lesquels il bâtit le village et la forteresse de Montrichard. Guelduin, contrarié, demande l'aide de son seigneur, Eudes II de Blois, afin de reprendre ses terres spoliées. Eudes entreprend une expédition militaire, afin de chasser définitivement Foulques de la Touraine. Il rassemble son armée à Blois dès 1015, son objectif est de prendre Montrichard. Foulques, en apprenant la nouvelle, se prépare de son côté et demande l'aide du jeune comte du Maine, Herbert Ier Éveille-Chien, qui le rejoint à Amboise. La veille du 6 juillet 1016, les Angevins partent d'Amboise en direction de Pontlevoy où ils se tiennent rangés en bataille à la lisière des Pessons, un petit bosquet situé au Nord de Pontlevoy, afin d'intercepter les Blésois passant par Candé-sur-Beuvron. Le contingent de cavalerie d'Herbert est positionné du côté de Bourré à l'Est de Montrichard en cas de renfort, de changement de direction de l'ennemi ou pour le couper dans sa fuite. 

## Déroulement

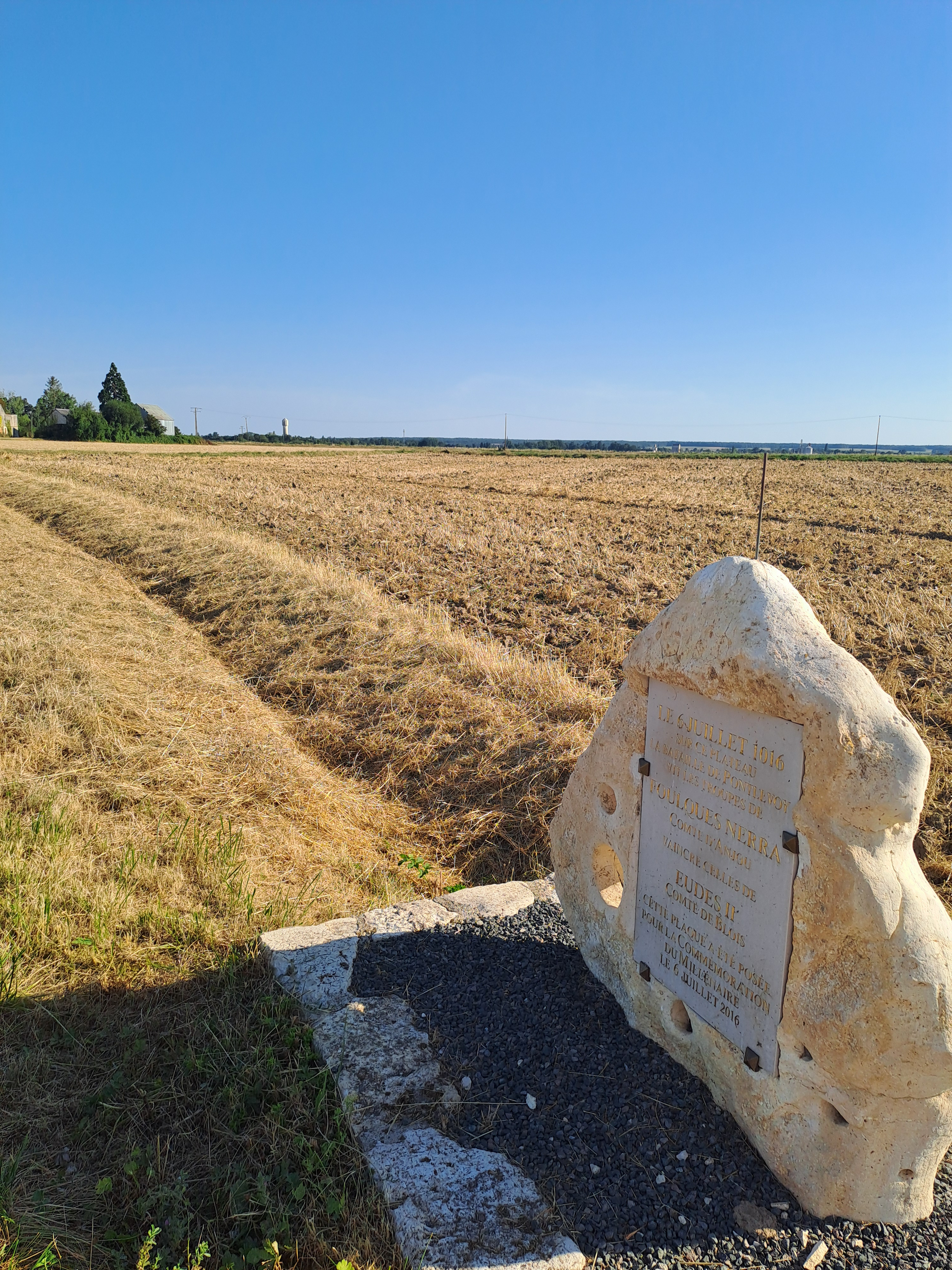
Lieu de la bataille de Pontlevoy situé au lieu-dit de l'Ail Vert.

Les troupes angevines interceptent les troupes blésoises sur le plateau de Pontlevoy aux Pessons. S'engage alors une mêlée entre les deux armées lors de laquelle les Blésois prennent le dessus en faisant reculer les Angevins vers ce qui prendra le nom de Chemin de la Bataille situé entre les Pessons au Nord et l'Ail Vert au Sud. Foulques est désarçonné et grièvement blessé lors des combats, il voit également mourir son porte-étendard, Sigebrand de Chemillé, sous ses yeux. Dans l'urgence, il envoie un messager avertir Herbert de la situation, celui-ci se porte au secours de son allié en chargeant le flanc gauche exposé des Blésois qui se débandent. Eudes fuit avec le reste de ses troupes vers Blois.

## Conséquences
Les pertes pour le comte de Blois sont estimées entre 3000 et 6000 selon les chroniqueurs, chiffres vraisemblablement exagérés. Du côté du Maine, les deux fils d'Hervé de Sablé, Raoul et Bernier, sont tués au combat. La bataille laisse les deux camps exsangues mais offre du répit aux possessions de Foulques. Son fils, Geoffrey Martel, prend le contrôle de la Touraine après la bataille de Nouy en 1044, achevant ainsi l'oeuvre de son père.

## Postérité

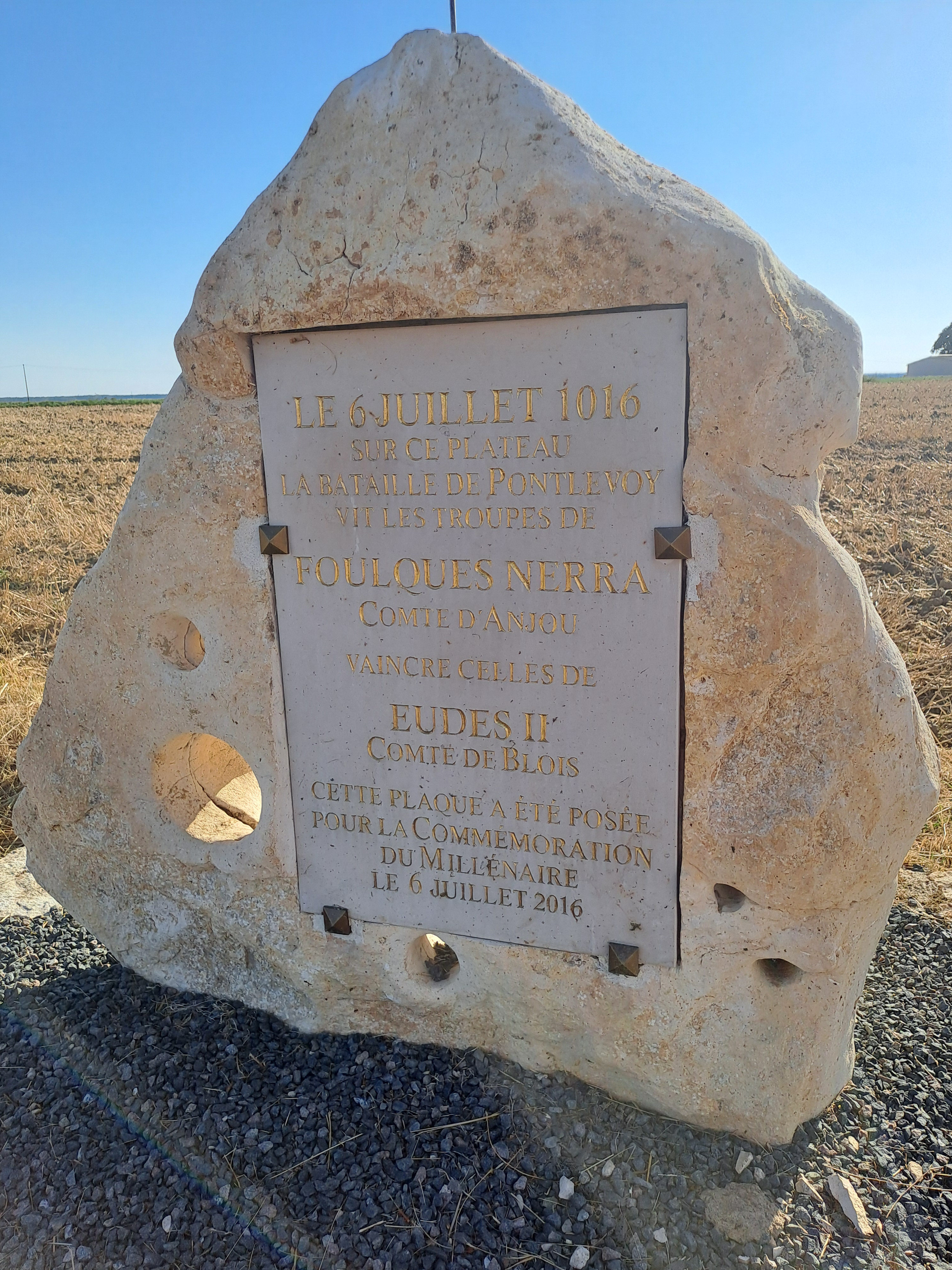
Il s'agit d'une stèle édifiée par les habitants de Pontlevoy lors de la commémoration du millénaire de la bataille du même nom ayant lieu le 6 juillet 1016. Elle se situe le long du chemin de la Bataille entre les Pessons au Nord et l'Ail Vert au Sud.

Une commémoration est organisée du 1er au 6 juillet 2016, pour les mille ans de la bataille, dans l'abbaye de Pontlevoy dont plus d’un millier de personnes ont assisté. Au programme de ces 6 jours, ateliers, concerts, spectacles, gastronomie, conférences et une reconstitution de la bataille sont proposés aux participants. Cet événement se clôture par la pose d'une plaque commémorative à 16h20 le 6 juillet 2016.

## Sources
- (la) Jean de Marmoutier, Gestes des comtes d'Anjou [« Gesta Consulum Andegavorum »], 1100-1140
- (la) Gestes des seigneurs d'Amboise [« Gesta Ambaziensium dominorum »], (milieu xie siècle-milieu xiie siècle)